# Papilloderma altonagai
Papilloderma altonagai Wiktor, R. Martin & Castillejo, 1990 è un mollusco gasteropode polmonato terrestre endemico della cordigliera Cantabrica spagnola. È l'unica specie nota del genere Papilloderma, della famiglia Papillodermatidae e della superfamiglia Papillodermatoidea.

## Conservazione
Per la ristrettezza del suo areale la Lista rossa IUCN classifica Papilloderma altonagai come specie vulnerabile.